# Народжений двічі (фільм)
Народжений двічі (італ. Venuto al mondo) — фільм 2013 року, продюсером якого виступив Серджіо Кастеллітто. Знятий за однойменним романом Маргарет Мадзантіні.

## В ролях
- Пенелопа Крус — Джемма
- Еміль Гірш — Дієго
- Саадет Аксой — Аска
- Міра Фурлан — Веліда
- Джейн Біркін — психолог
- Серджіо Кастеллітто — Джуліано
- Бранко Дуріч — лікар
- Аднан Гасковіц — Гойко
- Ізабель Адріані — журналіст
- Луна Мийович — Данко

## Сюжет
Джемма (Пенелопа Крус) відвідує Сараєво зі своїм сином, Пєтро (Пєтро Кастеллітто). Вони двоє утекли з міста 16 років тому, тоді як батько хлопця, Дієго (Еміль Хірш), залишився і потім помер під час Боснійської війни. Стараючись налагодити свої відносини із Пєтро, Джемма, через одкровення, змушена стикнутись із втратою, ціною війни та спокутувальною силою любові.